# 布魯夫特
布魯夫特是西非國家岡比亞的城鎮，由西部區負責管轄，位於該國西部大西洋沿岸，分別距離加納鎮和蘇庫塔2公里和6英里，2010年人口估計約28,303。
13°23′N 16°45′W / 13.383°N 16.750°W

## 外部連結
Brufut Hotels, Photos, Information and Map （页面存档备份，存于）
http://www.accessgambia.com/hotels-brufut.html （页面存档备份，存于）